# Diego Pettorossi
Diego Aldo Pettorossi (13 de enero de 1997) es un deportista italiano que compite en atletismo. Ganó una medalla de plata en los Juegos Mediterráneos de 2022, en la prueba de 200 m.